# Tve4
Tve4 är en lokomotorserie tillverkad för VR av Valmet i Finland. Lokomotorerna tillverkades sammanlagt 40 stycken under åren 1978–1983 och fick numren 501–540.
Liknande lokomotorer har också levererats bland annat till Seikku sågverk i Björneborg och som 1435 mm-version till Saltsjöbanans depå i Neglinge. Lokomotorer levererade till andra företag än VR har beteckningen Move250B.
Tve4-lokomotorerna passar bra till lätta arbeten på bangårdar och på grund av den relativt höga topphastigheten även till körning på linjen. Lokomotorernas lätta vikt har dock orsakat problem i upp- och nedförsbackar samt under snö- och lövföre.
25 av seriens lokomotorer har byggts om till motortrallor (Tka8) på VR:s verkstäder i Kuopio och Pieksämäki. I samband med ombyggnaden har de bland annat försetts med automatisk tågkontroll (JKV) och lyftanordning.